# Кучукдівчі проти Swedex GmbH & Co KG
Кучукдівчі проти Swedex GmbH & Co KG (C-555/07) — знакова судова справа європейського трудового права, яка постановила, що в усіх державах-членах Європейської Унії (ЄУ) існує загальний принцип права проти дискримінації та на користь рівного ставлення.

## Зміст
Пані Кучукдівчі стверджувала, що законодавчо встановлений мінімальний термін попередження, пов’язаний зі службою Німеччини, оскільки він не враховує працевлаштування до 25 років, є невиправдано дискримінаційним щодо молодих людей. Вона почала працювати у Swedex у віці 18 років і була звільнена у 2006 році після десяти років служби. Вона стверджувала, що відповідно до Цивільного кодексу Німеччини, BGB §622 (який був прийнятий у 1926 році), те, що вона отримала лише один місяць, було дискримінаційним. Вона мала б мати чотири, якби не винятки для молодших 25 років. Після того, як Landesarbeitsgericht Düsseldorf передав це питання, уряд стверджував, що метою було надати роботодавцям більше гнучкости, дозволивши їм звільняти молодих працівників, від яких можна очікувати більшої особистої та професійної мобільности. Запитання були такі: (1)(a) чи є віковий ценз для положень про завчасне повідомлення дискримінаційним (b) чи вони виправдані (2) якщо вони невиправдані, чи можуть приватні громадяни мати пряме право на позов проти роботодавців?

## Вирок
Велика палата Суду Справедливости постановила, що це законодавство суперечить Рамковій директиві про рівність у сфері зайнятості 2000/78/ЄС, але також відповідає загальному принципу рівності, який пронизує все законодавство ЄУ, який Директива лише виразила. Це тим більше, що в статті 21(1) Хартії основних прав сказано те саме, і вона має таку ж юридичну силу, як і договори відповідно до статті 6(1) ДЄУ. Відповідно, у параграфах [23]-[31] було постановлено, що законодавство в BGB §622 є дискримінаційним. Для цього заходу не було достатнього об’єктивного обґрунтування, оскільки, хоча заявлена мета німецького уряду щодо сприяння зайнятості молоді була законною, його захід був непропорційним.
У пунктах [44]-[56] Суд Справедливости також постановив, що національні суди зобов’язані не застосовувати будь-яке положення національного законодавства, яке суперечить принципу рівного ставлення.